# Distrito electoral federal 15 de Guanajuato
El XV Distrito Electoral Federal de Guanajuato es uno de los 300 distritos electorales en los que se encuentra dividido el territorio de México para la elección de diputados federales y uno de los quince en los que se divide el estado de Guanajuato. Su cabecera es la ciudad de Irapuato.
El XV distrito apareció en 1863 para la formación de la III Legislatura, con Francisco Zarco como primer representante por el distrito y permaneció activo a lo largo del siglo XIX. En 1930 fue suprimido por primera ocasión, fue restablecido en la distritación de 1996 y suprimido nuevamente en la distritación de 2005. Finalmente, en el proceso de distritación de 2017 llevado a cabo por el Instituto Nacional Electoral fue restablecido para integrar la LXIV Legislatura del Congreso de la Unión. 
Está formado por el sector sur del municipio de Irapuato.

## Diputados por el distrito
| Diputado                                                                                             | Diputado                       | Grupo parlamentario | Legislatura   | Periodo     |
| --- | ------------------------------ | ------------------- | ------------- | ----------- |
| | Francisco Zarco                |                     | III           | 1863 - 1865 |
| | Antonio Aguado                 |                     | IV            | 1867 - 1868 |
| | Ezequiel Montes Ledesma        |                     | V             | 1869 - 1871 |
| Vacante                                                                                              | Vacante                        | Vacante             | VI VII VIII   | 1871 - 1878 |
| | Agustín Obregón González       |                     | IX            | 1878 - 1880 |
| | Manuel M. Rubio                |                     | X             | 1880 - 1882 |
| | Alberto Malo                   |                     | XI            | 1882 - 1884 |
| | Antonio Vázquez                |                     | XII           | 1884 - 1886 |
| | Enrique G. Mackintosh          |                     | XIII          | 1886 - 1888 |
| | Francisco García López         |                     | XIV           | 1888 - 1890 |
| | Ángel Ortiz Monasterio         |                     | XV XVI        | 1890 - 1894 |
| | Sebastián Camacho              |                     | XVII          | 1894 - 1896 |
| | Ramón Alcázar                  |                     | XVIII         | 1896 - 1898 |
| | Ismael Salas                   |                     | XIX XX        | 1898 - 1902 |
| | Salvador Echegaray             |                     | XXI           | 1902 - 1904 |
| | Jesús Lorea                    |                     | XXII          | 1904 - 1906 |
| Vacante                                                                                              | Vacante                        | Vacante             | XXIII         | 1906 - 1908 |
| | Alberto Tacha (Suplente)       |                     | XXIV          | 1908 - 1910 |
| | Luis Morales Cortázar          |                     | XXV           | 1910 - 1912 |
| | Francisco G. Arce              |                     | XXVI          | 1912 - 1913 |
| | Gilberto M. Navarro            |                     | Constituyente | 1916 - 1917 |
| | Ezequiel Ríos Landeros         |                     | XXVII         | 1917 - 1918 |
| | Benjamín Méndez Jr.            |                     | XXVIII        | 1918 - 1920 |
| | José Ascensión Aguilera        |                     | XXIX XXX      | 1920 - 1924 |
| | Benjamín Méndez Jr.            |                     | XXXI          | 1924 - 1926 |
| | Manuel Espinos                 | APSR                | XXXII         | 1926 - 1928 |
| | Joaquín Torreblanca            |                     | XXXIII        | 1928 - 1930 |
| El XV distrito es suprimido en 1930. Es restablecido en la distritación de 1996.                     |                                |                     |               |             |
| | Gerardo Sánchez García         |                     | LVII          | 1997 - 2000 |
| | Ramón Paniagua Jiménez         |                     | LVIII         | 2000 - 2003 |
| | Miguel Ángel Rangel            |                     | LIX           | 2003 - 2006 |
| El XV distrito es suprimido en la distritación de 2005 y es restablecido en la distritación de 2017. |                                |                     |               |             |
| | Sergio Fernando Ascencio Barba |                     | LXIV          | 2018 - 2021 |
| | Itzel Balderas Hernández       |                     | LXV           | 2021 -      |

## Resultados electorales

### 2021
|  | 42.47 % |

|  | 9.59 % |

|  | 1.42 % |

|  | 2.42 % |

|  | 0.97 % |

|  | 3.98 % |

|  | 33.21 % |

|  | 1.03 % |

|  | 1.01 % |

|  | 0.14 % |

|  | 0.05 % |

|  | 2.65 % |

|  | 0.00 % |

### 2018
|  | 37.44 % |

|  | 17.17 % |

|  | 5.40 % |

|  | 2.47 % |

|  | 33.22 % |

|  | 0.09 % |

|  | 4.16 % |

|  | 100.00 % |